# الغواصة الألمانية يو-17 (1935)
غواصة يو-15 غواصة يو بوت ألمانية من الفئة الثانية بي بنيت ل سلاح بحرية ألمانيا النازية كريغسمارينه، في أحواض بناء السفن الألمانية التابع لفريدريش كروب في كيل خلال الحرب العالمية الثانية. 
وضعت في 1 يوليو 1935 وتم تشغيلها في 3 ديسمبر 1935، تحت قيادة فيرنر فريسدورف.